# 大安德羅尼夫卡
46°16′31″N 32°52′12″E / 46.27528°N 32.87000°E
大安德羅尼夫卡（羅馬化：Velyka Andronivka）是位於烏克蘭南部赫爾松州斯卡多夫斯克區斯卡多夫斯克市鎮的村莊。該村始建於1870年，面積0.9平方公里，海拔高度37米，2001年人口171，人口密度每平方公里190.2人。
村內171人中的161人母語為烏克蘭語，其餘10人母語為亞美尼亞語。